# ぼくとアールと彼女のさよなら
『ぼくとアールと彼女のさよなら』（ぼくとアールとかのじょのさよなら、Me and Earl and the Dying Girl）は、2015年にアメリカ合衆国で製作されたコメディドラマ映画。ジェシー・アンドリューズの小説『Me and Earl and the Dying Girl』を原作としており、アンドリューズは本作の脚本も務めている。監督はアルフォンソ・ゴメス＝レホン。出演はトーマス・マン、オリヴィア・クック、RJ・サイラー。
日本では劇場公開されず、ビデオスルーとなった。

## ストーリー
高校生のグレッグは、幼なじみのアールと共に自主映画をつくる毎日を送っていた。そんなある日、グレッグは母親から近所に住む同級生のレイチェルが白血病になったことを聞かされ、彼女の話し相手になるよう命じられる。レイチェルのもとを訪れるようになったグレッグは、いつしかレイチェルとの間に友情を育んでいく。病状が悪化していく彼女を励ますため、グレッグはアールと共にレイチェルに見せる為に映画の制作を始める。

## キャスト
※括弧内は日本語吹替
- グレッグ - トーマス・マン（小野賢章）
- レイチェル - オリヴィア・クック（早見沙織）
- アール - RJ・サイラー（英語版）（勝杏里）
- グレッグの父 - ニック・オファーマン（相沢まさき）
- グレッグの母 - コニー・ブリットン（佐々木優子）
- デニース - モリー・シャノン（雨蘭咲木子）
- マッカーシー先生 - ジョン・バーンサル（天田益男）
- スコット・メイヒュー - マット・ベネット（井上優）
- マディソン - キャサリン・C・ヒューズ（英語版）
- イル・フィル - マサム・ホールデン
- デリック - ボビー・J・トンプソン（英語版）
- ウルヴァリン（ヒュー・ジャックマン）のポスターの声 - ヒュー・ジャックマン（山路和弘）